# Flagellosphaeria polytrichospora
Flagellosphaeria polytrichospora — вид грибів, що належить до монотипового роду Flagellosphaeria.